# Fernando Cavenaghi
Fernando Ezequiel Cavenaghi (O'Brien, 1983. szeptember 21. –) argentin labdarúgó,  csatár. A 2002-es argentin Clasura, és a 2015-16-os ciprusi bajnokság gólkirálya. Megkapta az olasz állampolgárságot is.

## Sikerei, díjai
Bordeaux
- Ligakupa: 2008–09
- Ligue 1: 2008–09

 River Plate
- Copa Sudamericana: 2013–14
- Copa Libertadores: 2014–15

 APÓÉL
- ciprusi bajnok: 2015-16
- gólkirály (19 gól)